# Genod
Genod é uma comuna francesa na região administrativa de Borgonha-Franco-Condado, no departamento de Jura. Estende-se por uma área de 3,14 km². Em 2010 a comuna tinha 72 habitantes (densidade: 22,9 hab./km²).